# Josef Anton Gugitz
Josef Anton Gugitz (getauft Josef Anton Wolfgang, Nachname auch Guggitz; * 1. November 1798 in Hüttenberg; † 12. September 1872 in Wien) war ein österreichischer Kaufmann und Politiker. Er war Ersatzmandatar des 1848 konstituierten Provisorischen Kärntner Landtages und nach dessen Auflösung bis 1855 Mitglied im Landesausschuss und Rat im Landständischen Kollegium. Gugitz gehörte ab 1848 außerdem dem ersten Gemeinderat der Stadt Klagenfurt an und bekleidete von 1850 bis 1853 das neu eingeführte Amt des Vizebürgermeisters.

## Biographie

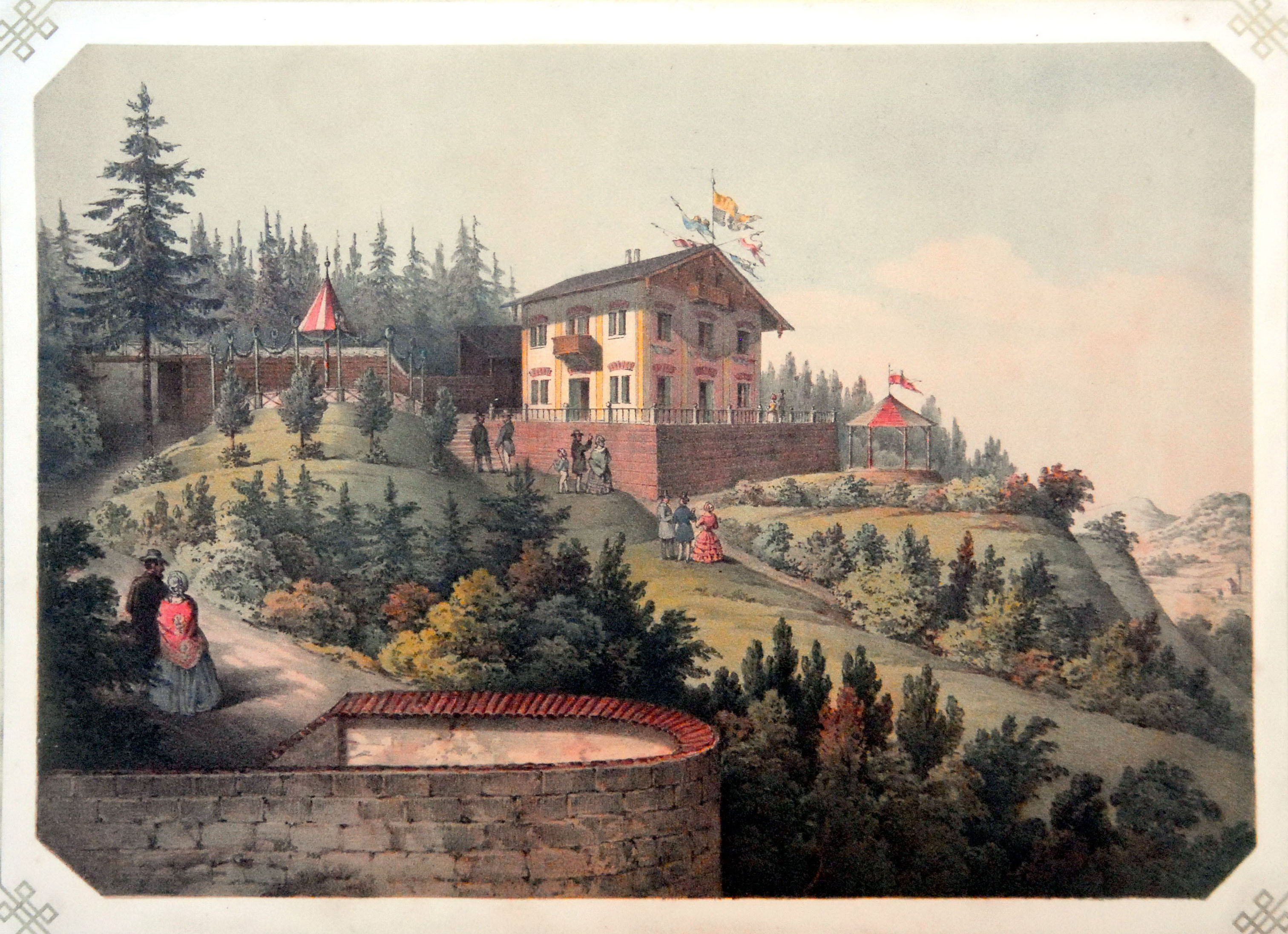
Die „Franz-Josefs-Anlagen“ auf dem Kreuzbergl um 1856. Ihre Erhaltung für die Öffentlichkeit ist auch ein Vermächtnis von Josef Anton Gugitz.

Josef Anton Gugitz wurde in eine angesehene Bürgerfamilie in der Kärntner Ortschaft Hüttenberg geboren. Seine Mutter Anna entstammte der Familie Rauscher, die zumindest seit 1500 in der lokalen Montanindustrie tätig war und zu den vier bestimmenden Gewerken der damals bedeutenden Industrieregion gehörte. Sein Vater Anton, ein Kaufmann, war seit 1790 Ratsmann und Marktrichter und führte die Gemeinde durch die schwere Zeit der Franzosenkriege. Sein Großvater Josef Karl (16. Februar 1719 – 9. Juni 1803), ebenfalls Kaufmann, war dem Ort rund 50 Jahre lang als hochfürstlich salzburgischer Bürgermeister vorgestanden (die Gemeinde gehörte bis 1805 zum von Österreich unabhängigen Erzstift Salzburg). Er hatte sich 1756 bei der Niederschlagung eines Aufstands der Bergknappen große Verdienste erworben.
Im Herbst 1799 brach im benachbarten Guttaring eine Pockenepidemie aus. Gugitz' wohlhabender Vater ließ am 20. Mai 1800 alle seiner Kinder impfen, Josef Anton erkrankte dennoch schwer und überlebte nur knapp. Ansonsten verbrachte er eine unbeschwerte Kindheit in Hüttenberg. Im Haus als Lehrjunge angestellt war der später als Erfinder zahlreicher Industriemaschinen berühmte Franz Xaver Wurm, er fertigte dem jungen Josef Anton Gugitz einige mechanische Spielzeuge an. Nach anfänglichem Hausunterricht ging er ab 1806 in Friesach, ab 1808 in Klagenfurt zur Schule. Ab 1811 besuchte er das „Untergymnasium“ (wohl der heutigen Sekundarstufe I entsprechend) im Stift St. Lambrecht. Nach Abschluss dieser Schule arbeitete er im Handelshaus eines Vaters. Ab 1817 verbrachte Gugitz einige Jahre als Praktikant bei einem Großhändler in Triest. In der Zwischenzeit hatte sein Vater die Hüttenberger Besitzungen verkauft und stattdessen ein Handelshaus am Alten Platz in Klagenfurt (heutige Adresse: Alter Platz 2) erworben. Nach seiner Rückkehr wurde Josef Anton Gugitz 1825 Gesellschafter dieses Unternehmens, welches der Vater ihm 1832 überschrieb. Ab 1829 besaß Gugitz (wie in der noch ständischen Epoche nötig) das Klagenfurter Bürgerrecht und begann sich, entsprechend der familiären Gepflogenheiten, im Gemeinwesen zu engagieren. Von 1835 bis 1850 war er Gerichtsbeisitzer und parallel Mitglied in verschiedenen wirtschaftlichen Gremien. Unter anderem wurde er 1836 durch das Gubernium in die Filial-Commission für Handel und Gewerbe entsendet, wo er insbesondere zu Schifffahrts- und Straßenzöllen referierte. Nach der Auflösung dieser Kommission wurde er Mitglied des Industrie- und Gewerbevereines für Steiermark, Kärnten und Krain und beteiligte sich 1838 an der Organisation der ersten Industrie-Ausstellung in Klagenfurt. Von 1841 bis 1846 war er Direktor der Kärntner Sparkasse.
Die Revolution von 1848/1849 hob Gugitz' öffentliches Wirken auf eine neue Stufe. Er wurde zum Hauptmann der in Klagenfurt aufgestellten Nationalgarde gewählt, nahm den Posten jedoch aus Standesgründen nicht an, sondern begnügte sich mit dem Rang eines Leutnants. Im Zuge der Einrichtung eines ersten Kärntner Landtags beteiligte er sich an dessen praktischer Organisation, da er während verschiedener Reisen u. a. nach Karlsruhe (vgl. Badische Ständeversammlung) und Frankfurt derartige Einrichtungen kennengelernt hatte. Bei den Landtagswahlen des Jahres 1848 wurde er in der Dritten Kurie als Ersatzmann für Ferdinand Hauser gewählt. Nach Auflösung dieses ersten Landtages infolge der neoabsolutistischen Politik des Jungen Kaisers Franz Joseph I. wirkte Gugitz bis 1855 als Mitglied des Landesausschusses und war Rat im Landständischen Kollegium. Diese Organisationen sollten im Geist des neoabsolutistischen Silvesterpatents die Wiederetablierung der alten ständischen Ordnung in den Kronländern mittragen.
Die Revolution von 1848/1849 hatte aber auch einen Aufschwung der städtischen Selbstverwaltung mit sich gebracht. Im Juli 1848 konnte sich erstmals ein unabhängiger Gemeinderat konstituieren, aus dessen Mitte Andreas Koller zum Klagenfurter Bürgermeister gewählt wurde. Josef Anton Gugitz wurde dessen Stellvertreter und übernahm nach Kollers Rücktritt 1852 die Leitung der Amtsgeschäfte, weigerte sich jedoch, die Wahl als dessen Nachfolger anzunehmen, sodass im dritten Wahlgang Ferdinand Hauser (s. o.) zum Bürgermeister gewählt wurde. Gugitz blieb bis 1853 Vizebürgermeister und bis 1855 Mitglied des Gemeinderates. Zu seinen Zuständigkeiten gehörten insbesondere die Gemeindefinanzen und das Schulwesen. Durch seine Funktion in den Landesgremien war er an den Vorarbeiten zu einer ersten Eisenbahnstrecke in Kärnten beteiligt. In Klagenfurt entstanden Teile der heute sichtbaren Gestaltung des Lendhafens, außerdem erfolgte die Kanalisierung des Feuerbaches unter seiner Mitwirkung. Zu seinen letzten Aufgaben als Gemeinderat gehörte ab Jänner 1855 die Suche nach einem Standort für das heutige Landesmuseum Kärnten. Der Architekt des (allerdings erst 1879 begonnenen) Bauvorhabens sollte sein Sohn Gustav Gugitz werden. Bei einem Besuch Franz Josephs im Jahr 1850 war Gugitz als Mitglied des Organisationskomitees für die Unterbringung des Kaisers zuständig. Innerhalb weniger Tage mussten für den Hofstaat Wohnungen adaptiert und dem Kaiser eine standesgemäße Residenz in der Burg eingerichtet werden, zu welchem Zweck Gugitz von den vornehmsten Familien der Stadt Mobiliar borgte. Durch seine sparsame Organisation, bei welcher er selbst auf einige ihm zustehende Zahlungen verzichtete, verblieben der Stadt 1900 Gulden des dafür veranschlagten Budgets. Gugitz machte daraufhin den Vorschlag, mit dieser Summe Grundstücke am Kreuzbergl, welche im Rahmen des Kaiserbesuchs für ein Volksfest gedient hatten, anzukaufen und für dauerhafte öffentliche Nutzung zu adaptieren. Er hatte damit wesentlichen Anteil an der Einrichtung dieses bedeutenden Naherholungsgebietes.

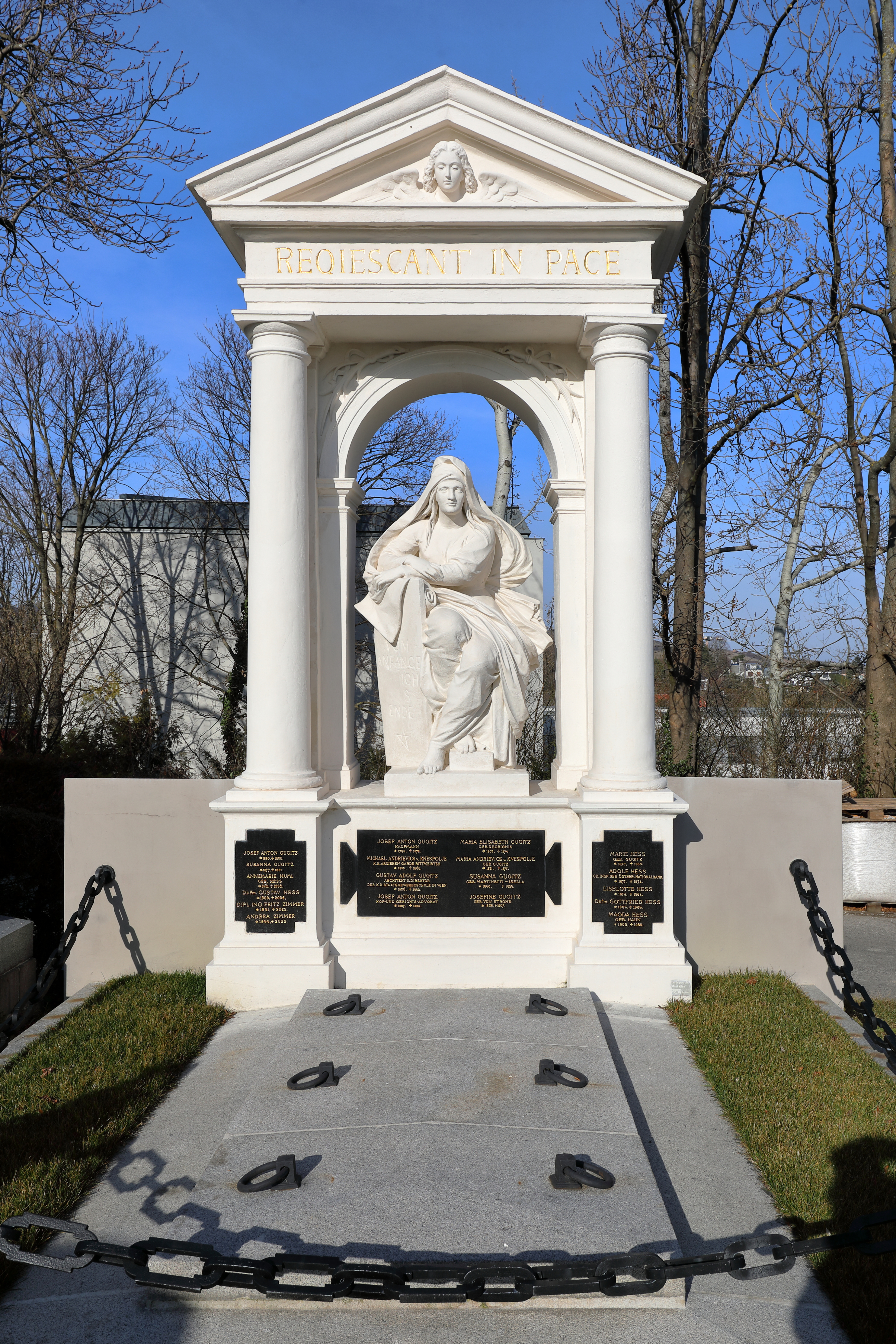
Grabstätte von Josef Anton Gugitz auf dem Grinzinger Friedhof

Im Jahr 1855 verließ Gugitz Klagenfurt und übersiedelte nach Wien, wo bereits zwei seiner Söhne studierten. Er betätigte sich als Privatgelehrter und unternahm mehrere große Reisen durch Europa. Josef Anton Gugitz verstarb im Herbst 1872 in Wien, die Familiengrabstätte befindet sich am Grinzinger Friedhof.

## Ehe und Nachkommenschaft
Am 29. Jänner 1826 heiratete Gugitz in Klagenfurt Maria Elisabeth, geb. Degrignis oder Durignis (1803 – 1874), die Tochter eines Klagenfurter Arztes. Das Paar hatte vier Kinder:
- Josef Anton (1827 – 1884), Hof- und Gerichts-Advokat
- Maria (1831 – 1875), verh. mit dem k.k. Garde-Rittmeister Michael Andrievics von Knespolje
- Gustav (1836 – 1882), Architekt
- Anselm (? – 1912), Vater des Heimatforschers Gustav Gugitz[9]